# Muscle chondro-glosse
Le muscle chondro-glosse est un muscle extrinsèque de la langue inconstant.

## Description
Le muscle chondro-glosse est un muscle strié viscéral formant un petit faisceau musculaire d'environ 2 cm.

## Origine
Le muscle chondro-glosse naît du côté médial de la petite corne de l'os hyoïde.

## Trajet
Le muscle chondro-glosse se dirige en avant et en haut en se confondant avec les muscles intrinsèques de la langue, entre le muscle hyo-glosse et le muscle génioglosse.

## Insertion
Le muscle chondro-glosse se termine sur la face dorsale de la langue de chaque côté de sa ligne médiane.

## Innervation
Le muscle chondro-glosse est innervé par la première branche latérale du nerf hypoglosse.

## Remarque
Le muscle chondro-glosse est parfois décrit comme une partie du muscle hyo-glosse dont il est séparé à son origine par l'artère linguale et par la partie glosso-pharyngienne du muscle constricteur supérieur du pharynx.

## Aspect clinique
Le muscle chondro-glosse peut être coupé lors de la chirurgie de libération sus-hyoïdienne, qui peut être utilisée lors de la résection de la trachée.

## Galerie

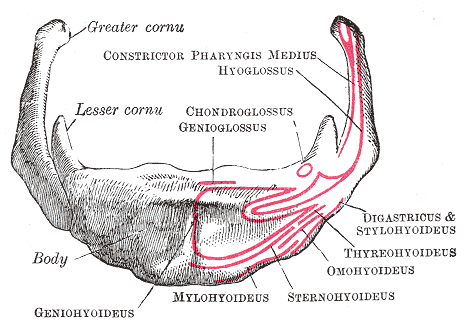
Os hyoïde. Face antérieure. Élargi.